# Joaquim de Almeida Leite Morais
Joaquim de Almeida Leite Morais (1835 — 1895) foi um político brasileiro.
Foi presidente da província de Goiás, nomeado por carta imperial de 29 de novembro de 1880, de 1 de fevereiro a 9 de dezembro de 1881. Era avô do escritor e musicólogo Mário de Andrade e escreveu o livro "Apontamentos de Viagem" onde relata, de forma pitoresca, sua ida e retorno da Corte à Vila Boa (atual Goiás), então capital de Província, considerado um marco nesse gênero literário.